# Кулундинский район
Кулунди́нский райо́н (до 1938 г. — Ново-Киевский (Киевский) район) — административно-территориальное образование (район) и муниципальное образование (муниципальный район) в Алтайском крае России.
Административный центр — село Кулунда, расположенный в 343 км от Барнаула.

## География
Район расположен на западе края, на границе с Павлодарской областью Казахстана. Рельеф равнинный. Добывается песок, глина. Имеются залежи гипса. Климат резко континентальный, средняя температура января −20,8 °C градуса, июля +31,5 °C градуса, годовое количество атмосферных осадков 240 мм.
Площадь — 1980 км².
На территории района имеется 25 озёр. Крупнейшие из них: Джира (залежи гипса), Щекулдук, Улькенкуль, Жиланды, Горькие Кильты, Каракуль, Большое Шкло. Все озёра — это остатки древнего моря. В озёрах имеются запасы минеральных солей, соды, мирабилита — это придаёт лечебное свойство водам. Почвенный покров территории неоднороден и представлен в основном каштановыми, лугово-каштановыми, луговыми, солодями, солончаками и солонцами. Основные представители растительного мира деревья — берёза, тополь, клён, вяз; кустарники — золотистая смородина, облепиха, лох; травы — полынь, ковыль, типчак, житняк, солодка, подорожник, тысячелистник, люцерна, пырей. Обитают — лиса, хорёк, суслик, заяц-русак; из птиц: грач, серые вороны, сороки, чайки, утка-пеганка, воробьи, чирки.

## История
Постановлением ВЦИК от 18 января 1935 г. была утверждена новая сеть районов Западно-Сибирского края, среди которых был и Киевский (Ново-Киевский) район. По постановлению президиума Западно-Сибирского крайисполкома от 25 февраля 1935 г. в Ново-Киевский район выделено 11 сельсоветов Славгородского района: Белоцерковский, Богдановский, Воздвиженский, Звонарево-Кутский, Карпиловский, Кулундинский, Ново-Киевский, Роза-Люксембургский, Роменский, Серебропольский, Троицкий и колхоз «Колхозная правда» Славгородского сельсовета с центром в с. Ново-Киевка. Постановлением Президиума ВЦИК от 20 июля 1936 г. в состав района были переданы ещё 3 сельсовета Славгородского района: Мышкинский, Новороссийский и Самборский.
С 28 сентября 1937 г. Киевский район вошёл в состав вновь образованного Алтайского края. В 1938 г., с целью приближения районного руководства к населению, было принято решение о перенесении районного центра из посёлка Ново-Киевка на станцию Кулунда и переименовании Киевского района в Кулундинский.
В январе 1944 г. за счёт разукрупнения Кулундинского района был образован Табунский район в состав которого были переданы следующие сельские советы: Богдановский, Звонаревокутский, Карпиловский, Ново-Киевский, Новороссийский, Роза-Люксембургский, Роменский, Самборский, Серебропольский.
Указом Президиума Верховного Совета РСФСР 1 февраля 1963 г. «Об укрупнении и изменении подчинённости районов и городов Алтайского края» был образован укрупнённый Кулундинский район с центром в р.п. Кулунда за счёт укрупнения Ключевского и Кулундинского районов, с присоединением Серебропольского совхоза, расположенного на территории Богдановского, Роменского и Серебропольского сельсоветов Табунского района. В состав Кулундинского сельского района вошли Кулундинский поселковый совет и сельские советы: Богдановский, Васильчуковский, Виноградовский, Воздвиженский, Зелено-Полянский, Златополинский, Каипский, Ключевский, Константиновский, Курский, Новопетровский, Новополтавский, Октябрьский, Петуховский, Платовский, Роменский, Северский, Семёновский и Серебропольский.
В 1964 года был создан Ключевской сельский район, в состав которого из Кулундинского сельского района вошли Васильчуковский, Зелено-Полянский, Каипский, Ключевский, Новополтавский, Петуховский, Платовский и Северский сельские советы. Одновременно из Славгородского района в состав Кулундинского района перечислены: Табунский, Алтайский, Звонарево-Кутский без посёлков Райгород и Екатериновка. В январе 1965 г. Кулундинский сельский район был преобразован в район. В 1966 г. в крае был создан Табунский район за счёт разукрупнения Кулундинского и Славгородского районов. В состав нового района вошли следующие сельсоветы Кулундинского района: Алтайский, Звонарево-Кутский, Роменский, Серебропольский и Табунский.

## Население
| 1959    | 1996    | 1997    | 1998    | 1999    | 2000    | 2001    | 2002    | 2003    |
| ------- | ------- | ------- | ------- | ------- | ------- | ------- | ------- | ------- |
| 27 627  | ↘26 800 | ↘26 600 | ↘26 500 | ↘26 400 | ↘26 100 | ↘25 900 | ↘25 300 | ↘25 193 |
| 2004    | 2005    | 2006    | 2007    | 2008    | 2009    | 2010    | 2011    | 2012    |
| ↗25 217 | ↗25 260 | ↘24 868 | ↘24 584 | ↘24 482 | ↘24 365 | ↘23 000 | ↗23 010 | ↘22 800 |
| 2013    | 2014    | 2015    | 2016    | 2017    | 2018    | 2019    | 2020    | 2021    |
| ↘22 612 | ↘22 316 | ↘22 255 | ↘22 227 | ↘22 161 | ↘22 103 | ↘22 044 | ↘21 860 | ↘20 888 |

### Национальный состав[24]
| национальность | мужчин | женщин | всего  | %    |
| -------------- | ------ | ------ | ------ | ---- |
| русские        | 9 146  | 10 287 | 19 433 | 77,6 |
| украинцы       | 856    | 1 201  | 2 057  | 8,2  |
| немцы          | 1 006  | 990    | 1 996  | 8    |
| казахи         | 278    | 280    | 558    | 2,2  |
| татары         | 168    | 196    | 364    | 1,4  |
| белорусы       | 83     | 98     | 181    | 0,7  |
| чуваши         | 38     | 40     | 78     | 0,3  |
| армяне         | 43     | 30     | 73     | 0,29 |
| итого:         | 11 774 | 13 260 | 25 034 | 100  |

## Административно-муниципальное устройство
Кулундинский район с точки зрения административно-территориального устройства края включает 9 административно-территориальных образований — 9 сельсоветов.
Кулундинский муниципальный район в рамках муниципального устройства включает 9 муниципальных образований со статусом сельских поселений:
| № | Сельское поселение         | Административный центр | Количество населённых пунктов | Население (чел.) | Площадь (км²) |
| - | -------------------------- | ---------------------- | ----------------------------- | ---------------- | ------------- |
| 1 | Ананьевский сельсовет      | село Ананьевка         | 2                             | ↘645             | 182,40        |
| 2 | Воздвиженский сельсовет    | село Воздвиженка       | 2                             | ↘293             | 147,60        |
| 3 | Златополинский сельсовет   | село Златополь         | 3                             | ↘750             | 192,99        |
| 4 | Константиновский сельсовет | село Константиновка    | 6                             | ↘934             | 305,22        |
| 5 | Кулундинский сельсовет     | село Кулунда           | 1                             | ↗14 708          | 24,59         |
| 6 | Курский сельсовет          | село Курск             | 6                             | ↘1247            | 387,15        |
| 7 | Мирабилитский сельсовет    | посёлок Мирабилит      | 2                             | ↘679             | 159,55        |
| 8 | Октябрьский сельсовет      | посёлок Октябрьский    | 6                             | ↘1802            | 331,60        |
| 9 | Семёновский сельсовет      | село Семёновка         | 3                             | ↘662             | 249,12        |

### Населённые пункты
В Кулундинском районе 31 населённый пункт:
| №  | Населённый пункт              | Тип     | Население | Сельское поселение         |
| -- | ----------------------------- | ------- | --------- | -------------------------- |
| 1  | Ананьевка                     | село    | ↘633      | Ананьевский сельсовет      |
| 2  | Белоцерковка                  | село    | ↘81       | Константиновский сельсовет |
| 3  | Виноградовка                  | село    | ↘236      | Курский сельсовет          |
| 4  | Воздвиженка                   | село    | ↘233      | Воздвиженский сельсовет    |
| 5  | Воскресеновка                 | село    | ↘144      | Курский сельсовет          |
| 6  | Городецкий                    | посёлок | ↘205      | Воздвиженский сельсовет    |
| 7  | Екатериновка                  | село    | ↘179      | Ананьевский сельсовет      |
| 8  | Железнодорожная Казарма 24 км | станция | →6        | Златополинский сельсовет   |
| 9  | Златополь                     | село    | ↘700      | Златополинский сельсовет   |
| 10 | Кильты                        | разъезд | ↗10       | Константиновский сельсовет |
| 11 | Кирей                         | село    | ↗265      | Мирабилитский сельсовет    |
| 12 | Константиновка                | село    | ↘344      | Константиновский сельсовет |
| 13 | Красная Слобода               | село    | ↗93       | Константиновский сельсовет |
| 14 | Кротовка                      | село    | ↘177      | Константиновский сельсовет |
| 15 | Кулунда                       | село    | ↗14 708   | Кулундинский сельсовет     |
| 16 | Курск                         | село    | ↗825      | Курский сельсовет          |
| 17 | Мирабилит                     | посёлок | ↘412      | Мирабилитский сельсовет    |
| 18 | Мирный                        | посёлок | →6        | Курский сельсовет          |
| 19 | Мышкино                       | село    | ↘374      | Константиновский сельсовет |
| 20 | Новознаменка                  | село    | ↘32       | Октябрьский сельсовет      |
| 21 | Новопетровка                  | село    | ↗378      | Октябрьский сельсовет      |
| 22 | Новопокровка                  | село    | ↗99       | Курский сельсовет          |
| 23 | Озёрное                       | село    | ↘12       | Семёновский сельсовет      |
| 24 | Октябрьский                   | посёлок | →1263     | Октябрьский сельсовет      |
| 25 | Орловка                       | село    | ↘97       | Октябрьский сельсовет      |
| 26 | Попасное                      | село    | ↘152      | Курский сельсовет          |
| 27 | Семёновка                     | село    | ↘404      | Семёновский сельсовет      |
| 28 | Сергеевка                     | село    | ↘152      | Златополинский сельсовет   |
| 29 | Смирненькое                   | село    | ↘316      | Семёновский сельсовет      |
| 30 | Троицк                        | село    | ↘180      | Октябрьский сельсовет      |
| 31 | Эстлань                       | посёлок | ↗43       | Октябрьский сельсовет      |

### Упразднённые населённые пункты
- Бессоновка
- Благодатное
- Большеозёрное
- Валки
- Весёленькое
- Войково
- Воронковецкое
- Григорьевка
- Екатеринославка
- Железнодорожная Казарма 572 км
- Захаровка
- Златополь
- Малоромановка
- Марковка
- Михайловка
- Первомайское
- Полковая Слобода
- Пятиугольное
- Сергеевка
- Туголуковка
- Харьковка

10 ноября 2009 года были упразднены разъезд Златополь Златополинского сельсовета, Железнодорожная Казарма 15 км Курского сельсовета, разъезд 129 км Октябрьского сельсовета.
Законом Алтайского края от 4 апреля 2017 года № 16-ЗС населённый пункт станция Железнодорожная Казарма 572 км был присоединён к посёлку Октябрьский.

## Экономика
Основное направление экономики — сельское хозяйство: производство зерна, мяса, мясо-молочное животноводство; пищевая и перерабатывающая промышленность. На территории района имеются: комбикормовый завод, молочно-консервный комбинат, цех по производству колбасных, кондитерских, крупяных изделий, валяной обуви, заводы сборного железобетона, силикатного кирпича, по производству тротуарной плитки, изделий малой архитектуры. Остался только Молочноконсервный комбинат.

## Транспорт
По территории района проходят автомобильные трассы:
- Алейск — Родино — Кулунда — Павлодар (федеральная трасса Р371),
- Рубцовск — Угловское — Кулунда — Карасук,
- Карасук — Кулунда — Рубцовск — Змеиногорск,
- Ребриха — Благовещенка — Кулунда.

Железнодорожный узел в Кулунде.